# Plouray
Plouray é uma comuna francesa na região administrativa da Bretanha, no departamento Morbihan. Estende-se por uma área de 38,71 km². Em 2010 a comuna tinha 1 125 habitantes (densidade: 29,1 hab./km²).